# Zaz
Zaz (født 1. maj 1980 i Tours) er en fransk sangerinde, hvis rigtige navn er Isabelle Geffroy. Hun er kendt for at blande jazz og soul i en meget fransk 'urban blues'. Mest kendt er hun for sangen "Je veux" (Jeg vil), der med både kant og humor udtrykker afsky for forbrugersamfundets tomme materialisme. Sangen er at finde på hendes første album "Zaz", der udkom i 2010, og som har solgt over 1 million eksemplarer. Albummet rummer tillige hittet "Le long de la route".

## Diskografi
| År   | Titel       | Bedste placering, | Bedste placering, | Bedste placering, | Bedste placering, | Bedste placering, | Bedste placering, | Bedste placering, | Bedste placering, | Bedste placering, | Bedste placering, | Bedste placering, | Bedste placering, | Bedste placering, | Certificering (FR) |
| År   | Titel       | Østrig            | Belgien Flandern  | Belgien Wallonien | Frankrig          | Tyskland          | Grækenland        | Italien           | Polen             | Schweiz           | Holland           | Rusland           | Tjekkiet          | Spanien           | Certificering (FR) |
| ---- | ----------- | ----------------- | ----------------- | ----------------- | ----------------- | ----------------- | ----------------- | ----------------- | ----------------- | ----------------- | ----------------- | ----------------- | ----------------- | ----------------- | ------------------ |
| 2010 | Zaz         | 12                | 51                | 2                 | 1                 | 3                 | 3                 | 19                | 1                 | 10                | 56                | 3                 | 3                 | 93                | Diamantcertifikat  |
| 2013 | Recto verso | 5                 | 16                | 3                 | 2                 | 2                 |                   |                   | 5                 | 3                 | 73                |                   |                   | 23                | Diamantcertifikat  |
| 2014 | Paris       | 7                 |                   |                   | 2                 | 5                 |                   |                   |                   |                   |                   |                   |                   |                   |                    |